# مستحاوية
المستحاوية أو الميموزاوية[بحاجة لمصدر] (الاسم العلمي: Mimoseae) هي قبيلة من النباتات تتبع فصيلة البقولية من الرتبة الفوليات.

## أجناس المستحاوية
تضم قبيلة الميموزاوية الأجناس التالية:
- المستحية وهي الجنس النموذجي لهذه القبيلة
- الغاف
- (الاسم العلمي:Adenanthera)
- (الاسم العلمي:Anadenanthera)
- (الاسم العلمي:Aubrevillea)
- (الاسم العلمي:Cylicodiscus)
- (الاسم العلمي:دسمنتوس)
- (الاسم العلمي:حجوجم)
- (الاسم العلمي:Dinizia)
- (الاسم العلمي:Elephantorrhiza)
- (الاسم العلمي:Entada)
- (الاسم العلمي:لوسينيا)
- (الاسم العلمي:Neptunia)
- (الاسم العلمي:Newtonia)
- (الاسم العلمي:Parkia)
- (الاسم العلمي:Pentaclethra)
- (الاسم العلمي:Piptadenia)
- (الاسم العلمي:Stryphnodendron)
- (الاسم العلمي:Xylia)